# Itch.io
itch.io是个销售和提供下载独立电子游戏的网站。利夫·科尔科兰（Leaf Corcoran）于2013年3月创立了此网站，直至2018年2月网站总共提供了将近10万款游戏和物品。

## 历史
2013年3月3日，利夫·科尔科兰在leafo.net发布了一张贴文，详细介绍网站的用意。在和Rock, Paper, Shotgun的面试中，科尔科兰表示原本的想法其实并非一家电子游戏商店，而是一个“创建自定义游戏主页”的地方。
2015年6月，网站提供了超过1.5万款游戏和应用。
2015年12月，网站宣布将会推出一款用于下载游戏和其他内容的应用程序。其同时支持Windows、macOS和Linux。
2017年2月，Itch.io的下载量达到500万次。
2021年4月，Itch.io作为应用在Epic游戏商城发售。

## 获利
电子游戏开发者可以从他们在此平台发布的游戏收费，并且于2015年5月，itch.io已支付开发者们51,489美元。通常来说，网站将会从每个销售中收走10%，不过开发者可以选择在每一次购买后提供网站的金额。开发者可以将游戏价格设定到最低（包括免费），而如果顾客喜欢他们所购买的游戏的话也能够支付最少金额以上。顾客也可以使用密碼貨幣比特币来购买物品。

## 审查与限制

### 中国大陆
itch.io官网于2023年5月左右被中国大陆防火长城封锁,中国网民需通过突破网络封锁来访问itch.io官网。有中国网友亦指出在不使用VPN的情况下直连itch.io官网会跳转至中华人民共和国工业和信息化部封锁网页,疑似被DNS污染,且页面会声称该网站暂时无法访问。
同年10月,itch.io被解除封锁,无需使用VPN即可直接访问该网站。